# Campeonato Brasileiro de Futebol de 1999 - Série C
O Campeonato Brasileiro de Futebol - Série C de 1999 foi a décima edição da terceira divisão do futebol nacional nesse ano, tendo sido disputada entre 29 de agosto e 23 de dezembro no ano de 1999. Foi a temporada mais marcante e significativa da Série C, pois contou com a participação do Fluminense (RJ), um dos clubes de maior relevância nacional.
O campeão foi o Fluminense, que junto com o São Raimundo (AM) ganharia o direito de disputar a Série B em 2000. No entanto este campeonato acabou não ocorrendo, por conta de problemas jurídicos ocasionados por aquele que ficou conhecido como o "Caso Sandro Hiroshi", envolvendo inicialmente o Botafogo (RJ), São Paulo (SP) e Gama (DF), mas depois, com a não realização do Campeonato Brasileiro, outras dezenas de clubes.
Para substituir o Campeonato Brasileiro, ocorreu a realização da Copa João Havelange, todos os times da Série A e alguns da Série B, como o Bahia e o próprio Fluminense, que jogariam a Série B em 2000, foram convidados a disputar o Módulo Azul, o equivalente à Série A. Já o São Raimundo disputou o Módulo Amarelo, que reunia a grande maioria dos clubes da Série B.

## Fórmula de disputa
A Série C de 1999 foi composta por 36 clubes em 4 fases.
Primeira fase: os 36 clubes participantes foram divididos em 6 grupos de 6, jogando em turno e returno dentro das chaves. Classificavam-se para a próxima fase os dois primeiros de cada grupo e os quatro melhores terceiros colocados, independente da chave. 
Segunda Fase: os 16 clubes classificados se enfrentavam em mata-mata, disputado em 2 jogos. Caso não houvessem duas vitórias para um determinado clube, realizava-se uma terceira partida. Se, mesmo com a terceira partida, permanecer esta condição, classifica-se o clube com o melhor resultado no placar agregado dos 3 jogos. Persistindo o empate, classificava-se o clube com a melhor campanha nas fases anteriores. Classificavam-se os vencedores de cada confronto para a Terceira Fase.
Terceira Fase: os 8 clubes classificados se enfrentavam em um mata-mata, que funcionava da mesma forma que aquele da Segunda Fase. 
Fase Final: os 4 clubes  classificados jogavam um quadrangular em turno e returno. As duas primeiras teoricamente se classificariam para à Série B sendo declarada campeã a primeira colocada do quadrangular.

### Critérios de desempate
Caso haja empate de pontos entre dois clubes, o critério de desempate é o seguinte:
1. Número de vitórias;
2. Saldo de gols;
3. Gols pró;
4. Confronto direto (apenas entre duas equipes);
5. Sorteio.

## Equipes participantes
A Série C foi disputada por 36 equipes, sendo 6, as rebaixadas da Série B do ano anterior, as 3 equipes de melhor campanha na Série C do ano anterior (descontando os promovidos) e mais uma equipe por federação estadual, indicada através do desempenho nos campeonatos estaduais ou em outro torneio realizado pela federação estadual.

### Rebaixados da Série B
- Fluminense
- Atlético Goianiense
- Náutico
- Juventus-SP
- Volta Redonda
- Americano

### Melhores campanhas na Série C
- Anapolina
- Itabaiana
- Brasil de Pelotas

### Classificados por estado
| Estado              | Equipe              |
| ------------------- | ------------------- |
| Acre                | Vasco-AC            |
| Alagoas             | CSA                 |
| Amapá               | Ypiranga-AP         |
| Amazonas            | Rio Negro-AM*       |
| Amazonas            | São Raimundo-AM     |
| Bahia               | Fluminense de Feira |
| Ceará               | Fortaleza           |
| Distrito Federal    | Dom Pedro           |
| Espírito Santo      | Serra               |
| Goiás               | Anapolina           |
| Goiás               | Atlético Goianiense |
| Goiás               | Goiânia             |
| Maranhão            | Moto Club           |
| Mato Grosso         | Juventude-MT        |
| Mato Grosso do Sul  | Operário-MS         |
| Minas Gerais        | Villa Nova          |
| Pará                | Castanhal           |
| Paraíba             | Botafogo            |
| Paraná              | Rio Branco-PR       |
| Pernambuco          | Náutico             |
| Pernambuco          | Unibol              |
| Piauí               | Picos               |
| Rio de Janeiro      | Americano           |
| Rio de Janeiro      | Bangu               |
| Rio de Janeiro      | Fluminense          |
| Rio de Janeiro      | Volta Redonda       |
| Rio Grande do Norte | Potiguar de Mossoró |
| Rio Grande do Sul   | Brasil de Pelotas   |
| Rio Grande do Sul   | Caxias              |
| Rondônia            | Ji-Paraná           |
| Santa Catarina      | Figueirense         |
| São Paulo           | América-SP          |
| São Paulo           | Juventus-SP         |
| Sergipe             | Itabaiana           |
| Sergipe             | Sergipe**           |
| Tocantins           | Tocantinópolis      |

*Como nenhum time de Roraima quis participar, o Rio Negro-AM ocupou a vaga deste estado na competição.
**Inicialmente o representante sergipano no certame seria o Lagartense devido ao título do Campeonato Sergipano de Futebol de 1998. Porém, este alegou problemas financeiros e renunciou à vaga. Com isso, o Sergipe, na condição de vice-campeão do mesmo ano, herdou sua vaga.

## Primeira Fase
|  |                                                                    |
|  | Classificados para a Segunda Fase                                  |
|  | Classificados para a Segunda Fase como melhores terceiro-colocados |

Legenda: Pts – Pontos ganhos; J – Jogos; V - Vitórias; E - Empates; D - Derrotas; GP - Gols pró; GC - Gols contra; SG - Saldo de gols
| Grupo A | Grupo A         | Grupo A | Grupo A | Grupo A | Grupo A | Grupo A | Grupo A | Grupo A | Grupo A |
| Time    | Time            | PG      | J       | V       | E       | D       | GP      | GC      | SG      |
| ------- | --------------- | ------- | ------- | ------- | ------- | ------- | ------- | ------- | ------- |
| 1       | São Raimundo-AM | 22      | 10      | 7       | 1       | 2       | 21      | 8       | +13     |
| 2       | Rio Negro-AM    | 20      | 10      | 6       | 2       | 2       | 24      | 10      | +14     |
| 3       | Ypiranga-AP     | 15      | 10      | 5       | 0       | 5       | 19      | 26      | -7      |
| 4       | Castanhal       | 12      | 10      | 3       | 3       | 4       | 13      | 18      | -5      |
| 5       | Ji-Paraná       | 9       | 10      | 2       | 3       | 5       | 12      | 20      | -8      |
| 6       | Vasco-AC        | 6       | 10      | 1       | 3       | 6       | 11      | 18      | -7      |

| Grupo B | Grupo B             | Grupo B | Grupo B | Grupo B | Grupo B | Grupo B | Grupo B | Grupo B | Grupo B |
| Time    | Time                | PG      | J       | V       | E       | D       | GP      | GC      | SG      |
| ------- | ------------------- | ------- | ------- | ------- | ------- | ------- | ------- | ------- | ------- |
| 1       | Botafogo-PB         | 19      | 10      | 6       | 1       | 3       | 19      | 10      | +9      |
| 2       | Moto Club           | 18      | 10      | 6       | 0       | 4       | 13      | 9       | +4      |
| 3       | Potiguar de Mossoró | 18      | 10      | 6       | 0       | 4       | 14      | 11      | +3      |
| 4       | Picos               | 14      | 10      | 4       | 2       | 4       | 10      | 13      | -3      |
| 5       | Fortaleza           | 13      | 10      | 4       | 1       | 5       | 16      | 15      | +1      |
| 6       | Tocantinópolis      | 5       | 10      | 1       | 2       | 7       | 8       | 22      | -14     |

| Grupo C | Grupo C             | Grupo C | Grupo C | Grupo C | Grupo C | Grupo C | Grupo C | Grupo C | Grupo C |
| Time    | Time                | PG      | J       | V       | E       | D       | GP      | GC      | SG      |
| ------- | ------------------- | ------- | ------- | ------- | ------- | ------- | ------- | ------- | ------- |
| 1       | Náutico             | 26      | 10      | 8       | 2       | 0       | 25      | 7       | +18     |
| 2       | Sergipe             | 17      | 10      | 5       | 2       | 3       | 11      | 12      | -1      |
| 3       | CSA                 | 13      | 10      | 3       | 4       | 3       | 14      | 9       | +5      |
| 4       | Itabaiana           | 12      | 10      | 3       | 3       | 4       | 14      | 16      | -2      |
| 5       | Unibol              | 10      | 10      | 2       | 4       | 4       | 13      | 16      | -3      |
| 6       | Fluminense de Feira | 4       | 10      | 1       | 1       | 8       | 8       | 25      | -17     |

| Grupo D | Grupo D      | Grupo D | Grupo D | Grupo D | Grupo D | Grupo D | Grupo D | Grupo D | Grupo D |
| Time    | Time         | PG      | J       | V       | E       | D       | GP      | GC      | SG      |
| ------- | ------------ | ------- | ------- | ------- | ------- | ------- | ------- | ------- | ------- |
| 1       | Serra        | 22      | 10      | 7       | 1       | 2       | 14      | 4       | +10     |
| 2       | Fluminense   | 21      | 10      | 7       | 0       | 3       | 17      | 10      | +7      |
| 3       | Villa Nova   | 18      | 10      | 5       | 3       | 2       | 13      | 10      | +3      |
| 4       | Anapolina    | 14      | 10      | 4       | 2       | 4       | 11      | 9       | +2      |
| 5       | Goiânia      | 8       | 10      | 2       | 2       | 6       | 8       | 15      | -7      |
| 6       | Dom Pedro II | 2       | 10      | 0       | 2       | 8       | 6       | 21      | -15     |

| Grupo E | Grupo E             | Grupo E | Grupo E | Grupo E | Grupo E | Grupo E | Grupo E | Grupo E | Grupo E |
| Time    | Time                | PG      | J       | V       | E       | D       | GP      | GC      | SG      |
| ------- | ------------------- | ------- | ------- | ------- | ------- | ------- | ------- | ------- | ------- |
| 1       | Americano           | 20      | 10      | 6       | 2       | 2       | 13      | 8       | +5      |
| 2       | Juventus-SP         | 17      | 10      | 5       | 2       | 3       | 10      | 8       | +2      |
| 3       | Atlético Goianiense | 14      | 10      | 4       | 2       | 4       | 15      | 11      | +4      |
| 4       | Bangu               | 14      | 10      | 3       | 5       | 2       | 10      | 7       | +3      |
| 5       | Juventude-MT        | 13      | 10      | 4       | 1       | 5       | 8       | 10      | -2      |
| 6       | Operário-MS         | 4       | 10      | 0       | 4       | 6       | 10      | 22      | -12     |

| Grupo F | Grupo F           | Grupo F | Grupo F | Grupo F | Grupo F | Grupo F | Grupo F | Grupo F | Grupo F |
| Time    | Time              | PG      | J       | V       | E       | D       | GP      | GC      | SG      |
| ------- | ----------------- | ------- | ------- | ------- | ------- | ------- | ------- | ------- | ------- |
| 1       | Caxias            | 19      | 10      | 5       | 4       | 1       | 20      | 9       | +12     |
| 2       | Figueirense       | 19      | 10      | 5       | 4       | 1       | 23      | 14      | +9      |
| 3       | Brasil de Pelotas | 16      | 10      | 5       | 1       | 4       | 16      | 12      | +4      |
| 4       | Rio Branco-PR     | 15      | 10      | 4       | 3       | 3       | 17      | 17      | 0       |
| 5       | América-SP        | 9       | 10      | 2       | 3       | 5       | 13      | 25      | -12     |
| 6       | Volta Redonda     | 4       | 10      | 1       | 1       | 8       | 9       | 22      | -13     |

## Segunda Fase
| Jogos de Ida              | Jogos de Ida        | Jogos de Ida        | Jogos de Ida        | Jogos de Ida        | Jogos de Ida        |
| 7/11/1999 - Domingo       | 7/11/1999 - Domingo | 7/11/1999 - Domingo | 7/11/1999 - Domingo | 7/11/1999 - Domingo | 7/11/1999 - Domingo |
| ------------------------- | ------------------- | ------------------- | ------------------- | ------------------- | ------------------- |
| Figueirense               | 3                   | x                   | 1                   | Rio Negro-AM        | Orlando Scarpelli   |
| Ypiranga-AP               | 0                   | x                   | 3                   | Náutico             | Zerão               |
| Sergipe                   | 2                   | x                   | 0                   | Botafogo-PB         | Batistão            |
| Juventus-SP               | 0                   | x                   | 0                   | Caxias              | Rua Javari          |
| Potiguar de Mossoró       | 2                   | x                   | 0                   | Americano           | Nogueirão           |
| 8/11/1999 - Segunda-feira |                     |                     |                     |                     |                     |
| Moto Club                 | 1                   | x                   | 1                   | Fluminense          | Castelão            |
| 21/11/1999 - Domingo      |                     |                     |                     |                     |                     |
| Brasil de Pelotas         | 0                   | x                   | 1                   | São Raimundo-AM     | Bento Freitas       |
| Villa Nova                | 3                   | x                   | 1                   | Serra               | Penidão             |

- Em negrito: Times já classificados para a terceira fase.

| Jogos de Volta            | Jogos de Volta      | Jogos de Volta      | Jogos de Volta      | Jogos de Volta      | Jogos de Volta      |
| 13/11/1999 - Sábado       | 13/11/1999 - Sábado | 13/11/1999 - Sábado | 13/11/1999 - Sábado | 13/11/1999 - Sábado | 13/11/1999 - Sábado |
| ------------------------- | ------------------- | ------------------- | ------------------- | ------------------- | ------------------- |
| Rio Negro-AM              | 0                   | x                   | 2                   | Figueirense         | Vivaldão            |
| 14/11/1999 - Domingo      |                     |                     |                     |                     |                     |
| Náutico                   | 1                   | x                   | 0                   | Ypiranga-AP         | Aflitos             |
| Botafogo-PB               | 0                   | x                   | 3                   | Sergipe             | Almeidão            |
| Caxias                    | 3                   | x                   | 0                   | Juventus-SP         | Centenário          |
| Fluminense                | 1                   | x                   | 0                   | Moto Club           | Helenão             |
| Americano                 | 3                   | x                   | 0                   | Potiguar de Mossoró | Godofredo Cruz      |
| 25/11/1999 - Quinta-feira |                     |                     |                     |                     |                     |
| Serra                     | 1                   | x                   | 0                   | Villa Nova          | Penidão             |
| 27/11/1999 - Sábado       |                     |                     |                     |                     |                     |
| São Raimundo-AM           | 3                   | x                   | 0                   | Brasil de Pelotas   | Vivaldão            |

- Em negrito: Times classificados para a Terceira Fase.

| Terceiro Jogo            | Terceiro Jogo            | Terceiro Jogo            | Terceiro Jogo            | Terceiro Jogo            | Terceiro Jogo            |
| 16/11/1999 - Terça-feira | 16/11/1999 - Terça-feira | 16/11/1999 - Terça-feira | 16/11/1999 - Terça-feira | 16/11/1999 - Terça-feira | 16/11/1999 - Terça-feira |
| ------------------------ | ------------------------ | ------------------------ | ------------------------ | ------------------------ | ------------------------ |
| Caxias                   | 3                        | x                        | 0                        | Juventus-SP              | Centenário               |
| Fluminense               | 2                        | x                        | 1                        | Moto Club                | Maracanã                 |
| Americano                | 2                        | x                        | 0                        | Potiguar de Mossoró      | Godofredo Cruz           |
| 27/11/1999 - Sábado      |                          |                          |                          |                          |                          |
| Serra                    | 3                        | x                        | 1                        | Villa Nova               | Penidão                  |

## Terceira Fase
| Jogos de Ida             | Jogos de Ida             | Jogos de Ida             | Jogos de Ida             | Jogos de Ida             | Jogos de Ida             |
| 1/12/1999 - Quarta-feira | 1/12/1999 - Quarta-feira | 1/12/1999 - Quarta-feira | 1/12/1999 - Quarta-feira | 1/12/1999 - Quarta-feira | 1/12/1999 - Quarta-feira |
| ------------------------ | ------------------------ | ------------------------ | ------------------------ | ------------------------ | ------------------------ |
| Figueirense              | 3                        | x                        | 1                        | São Raimundo-AM          | Orlando Scarpelli        |
| Sergipe                  | 2                        | x                        | 0                        | Náutico                  | Batistão                 |
| Caxias                   | 3                        | x                        | 1                        | Serra                    | Centenário               |
| Americano                | 1                        | x                        | 1                        | Fluminense               | Godofredo Cruz           |

| Jogos de Volta     | Jogos de Volta     | Jogos de Volta     | Jogos de Volta     | Jogos de Volta     | Jogos de Volta     |
| 4/12/1999 - Sábado | 4/12/1999 - Sábado | 4/12/1999 - Sábado | 4/12/1999 - Sábado | 4/12/1999 - Sábado | 4/12/1999 - Sábado |
| ------------------ | ------------------ | ------------------ | ------------------ | ------------------ | ------------------ |
| São Raimundo-AM    | 2                  | x                  | 0                  | Figueirense        | Vivaldo Lima       |
| Náutico            | 1                  | x                  | 1                  | Sergipe            | Aflitos            |
| Serra              | 3                  | x                  | 1                  | Caxias             | Robertão           |
| Fluminense         | 4                  | x                  | 0                  | Americano          | Maracanã           |

- Em negrito: Times classificados para a Fase Final.

| Terceiro Jogo             | Terceiro Jogo             | Terceiro Jogo             | Terceiro Jogo             | Terceiro Jogo             | Terceiro Jogo             |
| 6/12/1999 - Segunda-feira | 6/12/1999 - Segunda-feira | 6/12/1999 - Segunda-feira | 6/12/1999 - Segunda-feira | 6/12/1999 - Segunda-feira | 6/12/1999 - Segunda-feira |
| ------------------------- | ------------------------- | ------------------------- | ------------------------- | ------------------------- | ------------------------- |
| São Raimundo-AM           | 1                         | x                         | 1                         | Figueirense               | VIvaldo Lima              |
| Náutico                   | 5                         | x                         | 1                         | Sergipe                   | Aflitos                   |
| Serra*                    | 0                         | x                         | 0                         | Caxias                    | Robertão                  |
| Fluminense                | 2                         | x                         | 1                         | Americano                 | Maracanã                  |

*O Serra passou devido à melhor campanha nas fases anteriores. O agregado total entre as duas equipes ficou em 4 a 4.

## Fase Final
Legenda: Pts – Pontos ganhos; J – Jogos; V - Vitórias; E - Empates; D - Derrotas; GP - Gols pró; GC - Gols contra; SG - Saldo de gols
| Tabela de classificação | Tabela de classificação | Tabela de classificação | Tabela de classificação | Tabela de classificação | Tabela de classificação | Tabela de classificação | Tabela de classificação | Tabela de classificação | Tabela de classificação |
| Time                    | Time                    | PG                      | J                       | V                       | E                       | D                       | GP                      | GC                      | SG                      |
| ----------------------- | ----------------------- | ----------------------- | ----------------------- | ----------------------- | ----------------------- | ----------------------- | ----------------------- | ----------------------- | ----------------------- |
| 1                       | Fluminense              | 13                      | 6                       | 4                       | 1                       | 1                       | 10                      | 6                       | +4                      |
| 2                       | São Raimundo-AM*        | 9                       | 6                       | 3                       | 0                       | 3                       | 9                       | 9                       | 0                       |
| 3                       | Serra**                 | 7                       | 6                       | 2                       | 1                       | 3                       | 9                       | 13                      | -4                      |
| 4                       | Náutico                 | 6                       | 6                       | 2                       | 0                       | 4                       | 9                       | 9                       | 0                       |

|  |                                                              |
|  | Classificados à Série B de 2000, campeonato que não ocorreu. |

* Por ter escalado um jogador de forma irregular, o São Raimundo perdeu os pontos. Para efeito de classificação ficou Fluminense 1 a 0 São Raimundo.
** Por ter escalado um jogador de forma irregular, o Serra perdeu os pontos. Para efeito de classificação ficou Náutico 1 a 0 Serra.

## Classificação final

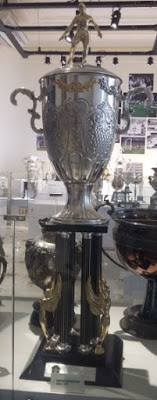
Taça do Campeonato Brasileiro de Futebol Série C de 1999.

| Tabela de classificação | Tabela de classificação | Tabela de classificação | Tabela de classificação | Tabela de classificação | Tabela de classificação | Tabela de classificação | Tabela de classificação | Tabela de classificação | Tabela de classificação |
| Time                    | Time                    | PG                      | J                       | V                       | E                       | D                       | GP                      | GC                      | SG                      |
| ----------------------- | ----------------------- | ----------------------- | ----------------------- | ----------------------- | ----------------------- | ----------------------- | ----------------------- | ----------------------- | ----------------------- |
| 1                       | Fluminense              | 48                      | 22                      | 15                      | 3                       | 4                       | 38                      | 20                      | +18                     |
| 2                       | São Raimundo-AM         | 41                      | 21                      | 13                      | 2                       | 6                       | 39                      | 22                      | +17                     |
| 3                       | Serra                   | 39                      | 22                      | 12                      | 3                       | 7                       | 32                      | 25                      | +7                      |
| 4                       | Náutico                 | 42                      | 21                      | 13                      | 3                       | 5                       | 44                      | 20                      | +24                     |
| 5                       | Caxias                  | 30                      | 16                      | 8                       | 6                       | 2                       | 30                      | 12                      | +18                     |
| 6                       | Figueirense             | 29                      | 15                      | 8                       | 5                       | 2                       | 32                      | 19                      | +13                     |
| 7                       | Americano               | 27                      | 16                      | 8                       | 3                       | 5                       | 20                      | 17                      | +3                      |
| 8                       | Sergipe                 | 27                      | 15                      | 8                       | 3                       | 4                       | 20                      | 18                      | +2                      |
| 9                       | Potiguar de Mossoró     | 21                      | 13                      | 7                       | 0                       | 6                       | 16                      | 16                      | 0                       |
| 10                      | Villa Nova              | 21                      | 13                      | 6                       | 3                       | 4                       | 17                      | 15                      | +2                      |
| 11                      | Rio Negro-AM            | 20                      | 12                      | 6                       | 2                       | 4                       | 25                      | 15                      | +10                     |
| 12                      | Botafogo-PB             | 19                      | 12                      | 6                       | 1                       | 5                       | 19                      | 15                      | +4                      |
| 13                      | Moto Club               | 19                      | 13                      | 6                       | 1                       | 6                       | 15                      | 13                      | +2                      |
| 14                      | Juventus-SP             | 18                      | 13                      | 5                       | 3                       | 5                       | 10                      | 14                      | -4                      |
| 15                      | Brasil de Pelotas       | 16                      | 12                      | 5                       | 1                       | 6                       | 17                      | 17                      | 0                       |
| 16                      | Ypiranga-AP             | 15                      | 12                      | 5                       | 0                       | 7                       | 19                      | 30                      | -11                     |
| 17                      | Rio Branco-PR           | 15                      | 10                      | 4                       | 3                       | 3                       | 17                      | 17                      | 0                       |
| 18                      | Atlético Goianiense     | 14                      | 10                      | 4                       | 2                       | 4                       | 15                      | 11                      | +4                      |
| 19                      | Picos                   | 14                      | 10                      | 4                       | 2                       | 4                       | 10                      | 13                      | -3                      |
| 20                      | Bangu                   | 14                      | 10                      | 3                       | 5                       | 2                       | 10                      | 7                       | +3                      |
| 21                      | Fortaleza               | 13                      | 10                      | 4                       | 1                       | 5                       | 16                      | 15                      | +1                      |
| 22                      | Juventude-MT            | 13                      | 10                      | 4                       | 1                       | 5                       | 8                       | 10                      | -2                      |
| 23                      | CSA                     | 13                      | 10                      | 3                       | 4                       | 3                       | 14                      | 9                       | +5                      |
| 24                      | Anapolina               | 14                      | 10                      | 4                       | 2                       | 4                       | 11                      | 9                       | +2                      |
| 25                      | Goiânia                 | 14                      | 10                      | 2                       | 2                       | 6                       | 8                       | 15                      | -7                      |
| 26                      | Itabaiana               | 12                      | 10                      | 3                       | 3                       | 4                       | 14                      | 16                      | -2                      |
| 27                      | Castanhal               | 12                      | 10                      | 3                       | 3                       | 4                       | 13                      | 18                      | -5                      |
| 28                      | Unibol                  | 10                      | 10                      | 2                       | 4                       | 4                       | 13                      | 16                      | -3                      |
| 29                      | Ji-Paraná               | 9                       | 10                      | 2                       | 3                       | 5                       | 12                      | 20                      | -8                      |
| 30                      | América-SP              | 9                       | 10                      | 2                       | 3                       | 5                       | 13                      | 25                      | -12                     |
| 31                      | Vasco-AC                | 6                       | 10                      | 1                       | 3                       | 6                       | 11                      | 18                      | -17                     |
| 32                      | Tocantinópolis          | 5                       | 10                      | 1                       | 2                       | 7                       | 8                       | 22                      | -14                     |
| 33                      | Volta Redonda           | 4                       | 10                      | 1                       | 1                       | 8                       | 9                       | 22                      | -13                     |
| 34                      | Fluminense de Feira     | 4                       | 10                      | 1                       | 1                       | 8                       | 8                       | 25                      | -17                     |
| 35                      | Operário-MS             | 4                       | 10                      | 0                       | 4                       | 6                       | 10                      | 22                      | -12                     |
| 36                      | Dom Pedro               | 2                       | 10                      | 0                       | 2                       | 8                       | 6                       | 21                      | -15                     |

## Campeão
| Campeão Brasileiro de 1999 (Série C) |
| Rio de Janeiro                       |
| ------------------------------------ |
| Fluminense FC (1º título)            |

## Boato
Ainda no Orkut, viralizou uma suposta ficha técnica de um suposto "Fluminense 2 x 3 Lagartense; Série C de 1999", que apresentava uma lista de apelidos controversos na escalação do time sergipano. Em verdade, o campeão de Sergipe de 1998 não jogou a Série C do ano seguinte, a qual tinha direito, por razões financeiras. Os times realmente se enfrentaram em 1999, mas na Copa do Brasil, com sucesso do tricolor carioca na ida (1 a 0, em SE) e na volta (2 a 1, no RJ).